# Cincinnati Bengals 1992
La stagione 1992 dei Cincinnati Bengals è stata la 24ª della franchigia nella National Football League, la 26ª complessiva. L'annata si chiuse con 5 vittorie e 11 sconfitte, non qualificandosi per i playoff nella prima stagione di Dave Shula come capo-allenatore. La squadra scelse dalla University of Houston il quarterback David Klingler nel primo giro del Draft NFL 1992. Il giovane Shula ebbe una buona partenza vincendo le prime due gare, ma poi ne perse cinque di seguito. Il wide receiver Carl Pickens, una scelta del secondo giro dalla University of Tennessee, fu premiato come rookie offensivo dell'anno. Alla fine della stagione l'offensive tackle futuro membro della Hall of Fame Anthony Muñoz si ritirò, mentre i Bengals si mossero in una nuova direzione scambiato il quarterback Boomer Esiason con i New York Jets.

## Calendario
| Stagione regolare |                    |                        |                    |                    |                      |                    |
| Turno             | Data               | Avversario             | Risultato          | Record             | Stadio               | Sintesi            |
| 1                 | 6 settembre        | at Seattle Seahawks    | V 21–3             | 1–0                | Kingdome             | Recap              |
| 2                 | 13 settembre       | Los Angeles Raiders    | V 24–21 (dts)      | 2–0                | Riverfront Stadium   | Recap              |
| 3                 | 20 settembre       | at Green Bay Packers   | S 23–24            | 2–1                | Lambeau Field        | Recap              |
| 4                 | 27 settembre       | Minnesota Vikings      | S 7–42             | 2–2                | Riverfront Stadium   | Recap              |
| 5                 | Settimana di pausa | Settimana di pausa     | Settimana di pausa | Settimana di pausa | Settimana di pausa   | Settimana di pausa |
| 6                 | 11 ottobre         | Houston Oilers         | S 24–38            | 2–3                | Riverfront Stadium   | Recap              |
| 7                 | 19 ottobre         | at Pittsburgh Steelers | S 0–20             | 2–4                | Three Rivers Stadium | Recap              |
| 8                 | 25 ottobre         | at Houston Oilers      | S 10–26            | 2–5                | Houston Astrodome    | Recap              |
| 9                 | 1 novembre         | Cleveland Browns       | V 30–10            | 3–5                | Riverfront Stadium   | Recap              |
| 10                | 8 novembre         | at Chicago Bears       | V 31–28            | 4–5                | Soldier Field        | Recap              |
| 11                | 15 novembre        | at New York Jets       | S 17–14            | 4–6                | The Meadowlands      | Recap              |
| 12                | 22 novembre        | Detroit Lions          | S 13–19            | 4–7                | Riverfront Stadium   | Recap              |
| 13                | 29 novembre        | Pittsburgh Steelers    | S 9–21             | 4–8                | Riverfront Stadium   | Recap              |
| 14                | 6 dicembre         | at Cleveland Browns    | S 21–37            | 4–9                | Cleveland Stadium    | Recap              |
| 15                | 13 dicembre        | at San Diego Chargers  | S 10–27            | 4–10               | Jack Murphy Stadium  | Recap              |
| 16                | 20 dicembre        | New England Patriots   | V 20–10            | 5–10               | Riverfront Stadium   | Recap              |
| 17                | 27 dicembre        | Indianapolis Colts     | S 17–21            | 5–11               | Riverfront Stadium   | Recap              |

Note
- Gli avversari della propria division sono in grassetto.

## Classifiche
| AFC Central Division    |    |    |   |      |     |      |     |     |     |
|                         | V  | S  | P | %    | DIV | CONF | PF  | PS  | STR |
| (1) Pittsburgh Steelers | 11 | 5  | 0 | .688 | 5–1 | 10–2 | 299 | 225 | V1  |
| (5) Houston Oilers      | 10 | 6  | 0 | .625 | 3–3 | 7–5  | 352 | 258 | V2  |
| Cleveland Browns        | 7  | 9  | 0 | .438 | 3–3 | 5–7  | 272 | 275 | S3  |
| Cincinnati Bengals      | 5  | 11 | 0 | .313 | 1–5 | 4–8  | 274 | 364 | S1  |